# Ignátievski (Adiguesia)
Ignátievski (del ruso: Игнатьевский) es un jútor del raión de Koshejabl en la república de Adiguesia de Rusia. Está situado 7 km al suroeste de Koshejabl, a orillas del río Chojrak, afluente del Labá, de la cuenca del Kubán, 38 km al nordeste de Maikop, la capital de la república. Tenía 997 habitantes en 2010
Es el centro administrativo del municipio homónimo.

## Personalidades
- Vasili Kardashov (1913-1953), militar soviético, receptor de la Orden de la Gloria.